# Areva
Areva este o companie dețiuntă de Guvernul Francez, care activează în domeniul energetic, mai ales în energia nucleară. Și a fost înființată la 3 septembrie 2001 de Anne Lauvergeon. Areva este al doilea producător de uraniu din lume.
Compania a achiziționat UraMin în septembrie 2007 pentru 1.9 miliarde de USD, tranzacție cuprinsă în acordul de 12 miliarde de dolari cu societatea chineză China Guangdong Nuclear Power Corporation.
În iunie 2008, compania a anunțat că intenționează să deschidă cea mai mare mină de uraniu din lume în Trekkopje, Namibia, valoarea proiectului fiind de 750 de milioane de dolari. Trekkopje, care va avea o perioadă de exploatare de nouă ani, va fi cea mai mare mină de uraniu din lume.
Număr de angajați în 2007: 65.583
Cifra de afaceri în 2007: 11,9 miliarde de Euro
Venit net în 2007: 743 milioane Euro